# Genuchus colasi
Genuchus colasi är en skalbaggsart som beskrevs av Schein 1955. Genuchus colasi ingår i släktet Genuchus och familjen Cetoniidae. Inga underarter finns listade i Catalogue of Life.